# Ahmed Fakhoury
Ahmed Fakhoury (arabiska: أحمد فاخوري), född 6 juni 1978 i Hama, Syrien, är en syrisk innehålls- och medieproducent som arbetade för Syria TV (en statlig kanal), sedan flyttade till Al-Ghad TV, flyttade sedan till BBC Arabic och flyttade till al-Jazira 2022.

## Biografi
Ahmed Fakhoury började studera juridik 1996 och tog examen från den juridiska fakulteten vid universitetet i Aleppo 2001. Därefter tog han en doktorandexamen vid Damaskus universitet. 2002 arbetade han för ett kommersiellt reklamföretag och som regissör för dokumentärer samtidigt.
2013 började han arbeta som korrespondent för Al-Ghad Channel i Istanbul, flyttade sedan till Storbritannien 2013, och började presentera nyheter på BBC Arabic  och i oktober 2017 presenterade Ahmed TV-programmet "Trending". I juli 2022 meddelade han att han lämnade BBC Arabic och gick med i al-Jazira.
Ahmed Fakhoury är gift och har två barn.